# Ганелон

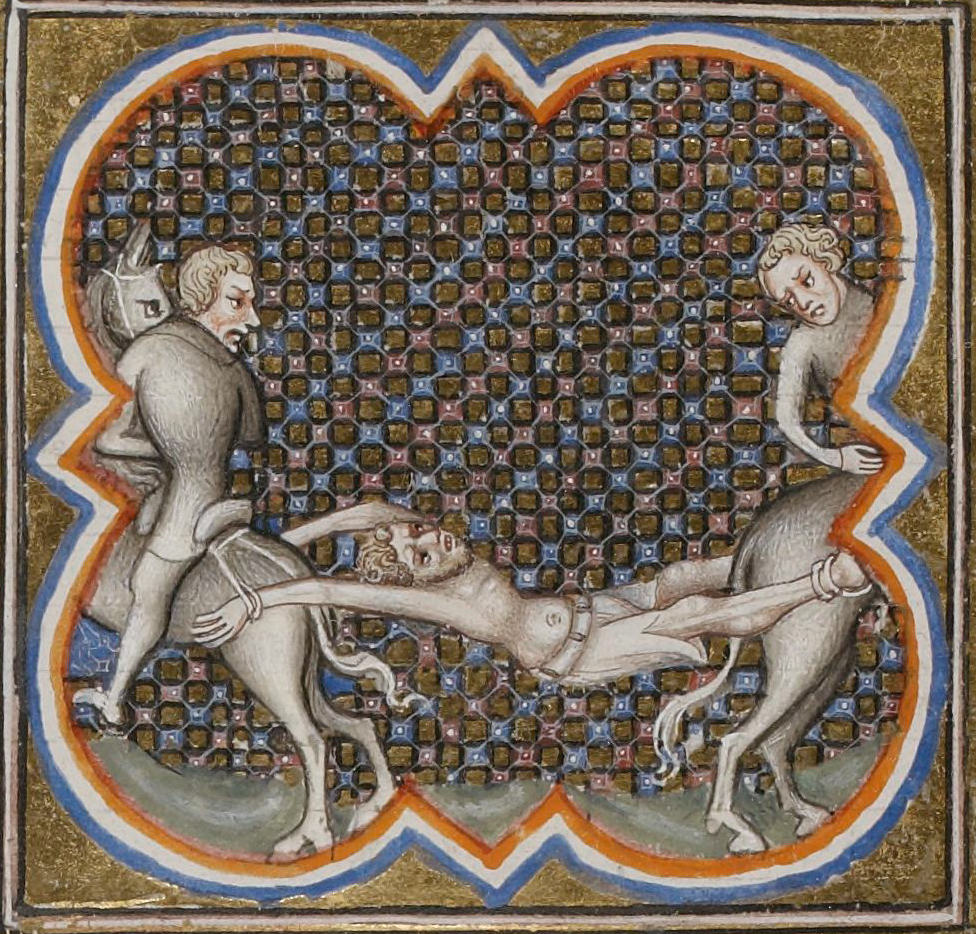
Смерть Ганелона

Ганело́н — персонаж французского эпоса, отчим Роланда, женатый на сестре Карла Великого. Предатель, обрёкший на гибель в Ронсевальском ущелье французский арьергард во главе с Роландом. Впервые появляется в «Песни о Роланде».
По-видимому, за образом Ганелона стоял Венилон, служивший священником в часовне Карла Лысого; в 837 году он стал архиепископом Сансским, а в 843-м короновал Карла в орлеанской церкви Святого Креста. В 859 году король осудил его как предателя на соборе в городе Савоньер. Венилон отказался явиться туда и ответить на обвинения, но вскоре был помилован.

## Ганелон в других произведениях
- Хроники Амбера
- Упоминается у Данте в «Аду» («Божественная комедия») среди других грешников в Антеноре (место наказания предателей родины и тех, кто изменил единомышленникам).